# Grănicești
Grănicești is een Roemeense gemeente in het district Suceava.
Grănicești telt 5015 inwoners.